# Pinamar (partido)
Pinamar est un partido de la province de Buenos Aires fondé en 1978. Son chef-lieu est Pinamar.